# Тириесп
Тириесп — сатрап в империи Александра Македонского, умер в 325 году до н. э.

Карта деления империи Ахеменидов на сатрапии

## Биография
По происхождению был персом. Возможно, Тириесп занимал административный пост ещё при последних Ахеменидах, но точных сведений об этом нет.
В 327 году до н. э. во время индийского похода Александр сделал Тириеспа сатрапом Паропамисад, области у горного хребта Гиндукуша, вместо Проекса.
После гибели от рук повстанцев Никанора, правителя Гандхары, Тириесп принимал участие в подавлении этого мятежа вместе с Филиппом, наместником части Индии.
В 325 году Тириесп в результате обвинений в плохом управлении был отрешен Александром от должности, отдан под суд и казнен. Сатрапия была передана под начало тестя царя Оксиарта.